# يو إف سي 197
يو إف سي 197: جونز ضد سانت بريوكس (بالإنجليزية: UFC 197: Jones vs. Saint Preux)‏ هو حدث لفنون القتال المختلطة نظمته يو إف سي، أُقيم في 23 أبريل 2016، على إم جي إم جراند جاردن أرينا في لاس فيغاس، نيفادا، الولايات المتحدة.